# تشنج
التشنج أو الشَّنَج أو التقلص أو التقلص العضلي اللإرادي هو تقلص لا إرادي أو تشنج لإحدى العضلات وعادة ما يكون مصحوب بألمٍ شديد، وقد يحدث التقلص العضلي أثناء النوم، ومن أسبابه في الغالب نقص المغنسيوم في الدم، إلا أن التقلص الذي يحدث أثناء النوم يغلب عليه النقص في الكالسيوم.

## أسبابه
يحدث تقلص العضلات لأسباب متعددة . من ضمنها نقص في الأملاح المعدنية في الدم (مثل المغنسيوم أو الكالسيوم) ، واختلال التمثيل الغذائي كما هو في حالة مرضى السكري أو نقص في سريان الدم في العضو. بالنسبة للرياضيين فهم يعرقون أثناء تأديتهم تمريناتهم ومع العرق تخرج أملاح معدنية يفتقدها الجسم . كما قد يكون المسبب له أعراض جانبية لأدوية تُتعاطى، أو تأثيرات تختص بالعظام والمفاصل، مثل وضع غير سليم للقدم . ويحدث التقلص العضلي عادة بلا مقدمات من دون وضوح سبب مباشر له.
من المواد الغذائية التي تمد الجسم بأملاح معدنية وتعمل على عدم حدوث التقلص : الخبز والفطائر المصنوعة من الدقيق الكامل (المحتوي على الردة) ، والبقوليات ، والبندق واللوز والسمسم . كما يلزم احيانا تعاطي حبوبا للكالسيوم ويجب أن تؤخذ بمعرفة الطبيب.

## التقلصات، حسب نوع العضلة
بالنسبة للعضلات التي يُتحكم فيها، يحدث التشنج نتيجة لجهد يحدث عن تحكم ووعي وينشأ في المخ. ويقوم المخ بإرسال الإشارات، في شكل جهود الفعل، من خلال النظام العصبي إلى الخلايات العصبية الحركية المستخدمة للتوصيل العصبي للعديد من الألياف العضلية. وفي حالة وجود بعض ردود الأفعال، يمكن أن تنشأ إشارة التقلص في الحبل الشوكي من خلال حلقة ردود أفعال مع المادة الرمادية. وتتقلص العضلات التي لا يتحكم فيها مثل القلب أو العضلات الرقيقة في القناة الهضمية والجهاز الوعائي نتيجة أنشطة المخ اللاإرادية أو المحفزات الناجمة للعضلة ذاتها. أما الإجراءات الأخرى مثل التنقل والتنفس والمضغ فلها جانب انعكاسي خاص بها: حيث يمكن بدء التقلصات سواء إراديًا أو لاإرادي.
هناك ثلاثة أنواع عامة من الأنسجة العضلية:
- العضلة الهيكلية المسؤولة عن الحركة
- عضلة القلب المسؤولة عن ضخ الدم
- العضلة الملساء المسؤولة عن التقلصات المستدامة في الأوعية الدموية والجهاز الهضمي والمناطق الأخرى في الجسم.

ويطلق على العضلات الهيكلية والقلبية اسم العضلات المخططة بسبب شكلها المخطط تحت الميكروسكوب، والناجم عن النمط المتبادل للأربطة A والأربطة I شديد التنظيم.
رغم أن ملامح نبضات الأعصاب، في أغلب الأمور، تكون دائمًا متشابهة، إلا أن العضلة الهيكلية تكون قادرة على إنتاج مستويات متنوعة من قوة التقلص. ويمكن شرح هذه الظاهرة بأفضل طريقة ممكنة من خلال محصلة القوة. وتصف محصلة القوة إضافة تقلصات الشد المفردة من أجل زيادة كثافة التقلص الإجمالي للعضلة. ويمكن تحقيق ذلك من خلال طريقتين: من خلال زيادة عدد وحجم الوحدات القادرة على التقلص في نفس الوقت، والتي يطلق عليها اسم تراكم الألياف المتعددة، ومن خلال زيادة تكرار إرسال جهد الفعل إلى ألياف العضلات، والتي يطلق عليها التراكم التكراري.
- تراكم الألياف المتعدد – عند إرسال إشارة ضعيفة من خلال الجهاز العصبي المركزي (CNS) من أجل تقلص عضلة ما، تحفز وحدات الحركة الأصغر حجمًا أولاً، لأنها أسهل في الإثارة من تلك الأكبر منها. ومع زيادة قوة الإشارة، تُثار المزيد من وحدات الحركة بالإضافة إلى تلك الأكبر منها، حيث تكون لوحدات الحركة الأكبر قوة تقلص تصل إلى 50 ضعفًا لقوة تلك الوحدات الأصغر. ومع تنشيط المزيد من وحدات الحركة وتلك الكبيرة منها، تصبح قوة تقلص العضلات أكبر تدريجيًا. وهناك مفهوم يطلق عليه اسم مبدأ الحجم، وهو يسمح بتدرج قوة العضلة أثناء التقلص الضعيف بحيث يجري في خطوات صغيرة، والتي تصبح أكبر تدريجيًا عند الحاجة إلى مقادير أكبر من القوة.
- التراكم التكراري – بالنسبة للعضلات الهيكلية، يتحكم في القوة التي تبذلها العضلة من خلال تنويع تكرار إرسال جهود الفعل إلى ألياف العضلات. ولا تصل جهود الفعل إلى العضلات بالتزامن، و، أثناء التقلص، تحرك بعض أجزاء الألياف في العضلات في أي وقت. وفي الظروف النموذجية، عندما يضغط الإنسان على العضلة بأقصى قدر يمكنه/يمكنها بذله إراديًا، فإن تقريبًا ثلث الألياف في هذه العضلة تتحرك في نفس الوقت، رغم أن هذه النسبة يمكن أن تتأثر بالعديد من العوامل الفيسيولوجية والسيكولوجية (بما في ذلك أعضاء جولجي الوترية وخلايا رينشو). وهذا المستوى «المنخفض» من التقلص هو عبارة عن آلية وقائية لمنع الكسور القلعية للوتر - حيث تكون القوة الناجمة من خلال 95% من تقلص كل الألياف كافية لتدمير الجسم.

## العلاج
للعلاج السريع قد يؤدي شد العضلة المصابة في اتجاه عكسي بمساعدة شخص آخر قد يؤدي إلى شعور بالراحة . كما أن تدليك العضلة المصابة يريح من الألم الشديد المصاحب للتقلص .
ولمعادلة حصة الجسم من الأملاح المعدنية تُشرب مشروبات محتوية على المغنسيوم . أو يمكن تعاطي مادة كينين Chinin مع ماء أو سائل، وتوجد في الصيدليات حبوب من سلفات الكينين . وتعمل مادة الكينين على تراخي العضلات وارتياحها. ويمكن استخدام تلك الحبوب للوقاية من حدوث التقلص، ويجب أن لا تزيد جرعة الكينين عن 200 - 400 مليجرام في اليوم.

## اقرأ أيضا
- عضلة
- تمزق عضلي
- ألم عضلات
- شد عضلي
- كدمة
- خلية عضلية
- شريط مطاطي طبي